# Cape St. Charles
Przylądek św. Karola (ang. Cape St. Charles) - najdalej na wschód wysunięty przylądek (na stałym lądzie) Ameryki Północnej. Znajduje się w Kanadzie.